# Roja de Mazaleón
Roja de Mazaleón es el nombre de una variedad cultivar de manzano (Malus domestica). Esta manzana está cultivada en la colección de la Estación Experimental Aula Dei (Zaragoza). Es originaria de la Comunidad autónoma de Aragón, actualmente ha decaído su cultivo de interés comercial, en detrimento del cultivo de variedades selectas foráneas.

## Sinónimos
- "Manzana Roja de Mazaleón".[5]

## Historia
'Roja de Mazaleón' es de origen desconocido, se la considera autóctona de la Provincia de Teruel en la comarca de Matarraña de la comunidad autónoma de Aragón.
'Roja de Mazaleón' está considerada incluida en las variedades locales autóctonas muy antiguas, cuyo cultivo se centraba en comarcas muy definidas. Se caracterizaban por su buena adaptación a sus ecosistemas y podrían tener interés genético en virtud de su adaptación. Se encontraban diseminadas por todas las regiones fruteras españolas, aunque eran especialmente frecuentes en la España húmeda. Estas se podían clasificar en dos subgrupos: de mesa y de sidra (aunque algunas tenían aptitud mixta).
'Roja de Mazaleón' es una variedad clasificada como de mesa; difundido su cultivo en el pasado por los viveros comerciales y cuyo cultivo en la actualidad se ha reducido a huertos familiares y jardines privados.

## Características
El manzano de la variedad 'Roja de Mazaleón' tiene un vigor medio; porte desplegado, con tamaño de las hojas pequeño; tubo del cáliz medianamente pequeño, y con los estambres situados en su base, formando haz con el pistilo o, por el contrario, aunque en su base se reparten marginalmente.
La variedad de manzana 'Roja de Mazaleón' tiene un fruto de tamaño grande; forma cónico-truncada, más alta que ancha, con contorno asimétrico, oblongo o elíptico, casi siempre rebajado de un lado; piel untuosa; con color de fondo amarillo crema, importancia del sobre color muy alto, color del sobre color rojo ciclamen, distribución del sobre color en chapa, presentando chapa rojo ciclamen que recubre casi en su totalidad el fruto, acusa punteado blanquinoso o ruginoso, entremezclados, y con una sensibilidad al "russeting" (pardeamiento áspero superficial que presentan algunas variedades) débil; pedúnculo de longitud media o largo, levemente arqueado, anchura de la cavidad peduncular ancha, profundidad cavidad pedúncular profunda, con chapa ruginosa de un verde grisáceo, y con una importancia del "russeting" en cavidad peduncular media; anchura de la cavidad calicina medianamente estrecha, profundidad de la cavidad calicina poco profunda, la cavidad está fruncida y marcando protuberancia en el borde, y con importancia del "russeting" en cavidad calicina ausente; ojo de tamaño medio, cerrado; sépalos largos, erectos, con las puntas vueltas hacia fuera, muy compactos en su base.
Carne de color blanco-amarilla con puntos o fibras verdosas, a veces aparece alguna placa vidriosa; textura con firmeza crujiente dura, a veces harinosa; sabor dulzón agradable; corazón largado, formando eje y celdas amplia caverna; celdas cartilaginosas y rayadas, muy pobladas de semillas; semillas abundantes y pequeñas.
La manzana 'Roja de Mazaleón' tiene una época de maduración y recolección temprana, su recolección se lleva a cabo en el verano, a mediados de julio. Se usa como manzana de mesa fresca.